# Cèl·lula caliciforme

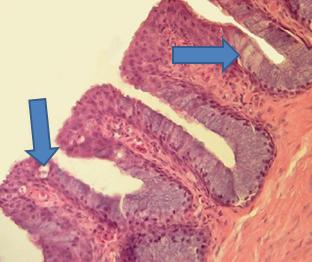
Les fletxes indiquen cèl·lules caliciformes a la tràquea d'un estruç.

Les cèl·lules caliciformes (també anomenades cèl·lules cervicals) són cèl·lules glandulars o glàndules unicel·lulars secretores de mucositat, presents en els revestiments epitelials de les mucoses de les vies respiratòries, de l'úter i del sistema digestiu. La mucositat produïda per aquestes cèl·lules és secretada a la llum dels microtúbuls existents al llarg del seu eix major mitjançant un procés d'exocitosi i diluïda amb aigua, amb la finalitat de protegir l'epiteli d'alteracions nocives. Tenen la important funció de mantenir la humitat i evitar la dessecació del teixit mucós, en particular el de les vies aèries, i també participen en diversos mecanismes immunològics.
Les cèl·lules caliciformes, com el seu nom ho indica, tenen forma de calze però invertit. L'extrem intern (basal) està en contacte amb la membrana basal de l'epiteli i és on es localitza el nucli de la cèl·lula.
El tumor carcinoide de cèl·lules caliciformes és un singular tipus de neoplàsia endocrina-exocrina que apareix quasi exclusivament a l'apèndix.